# Herrenhaus Bornzin
Das Herrenhaus Bornzin (polnisch Zespół pałacowy w Borzęcinie) ist ein Herrenhaus im polnischen Borzęcino, das zur Landgemeinde Dębnica Kaszubska (Rathsdamnitz) im Powiat Słupski (Kreis Stolp) gehört.

## Geschichte

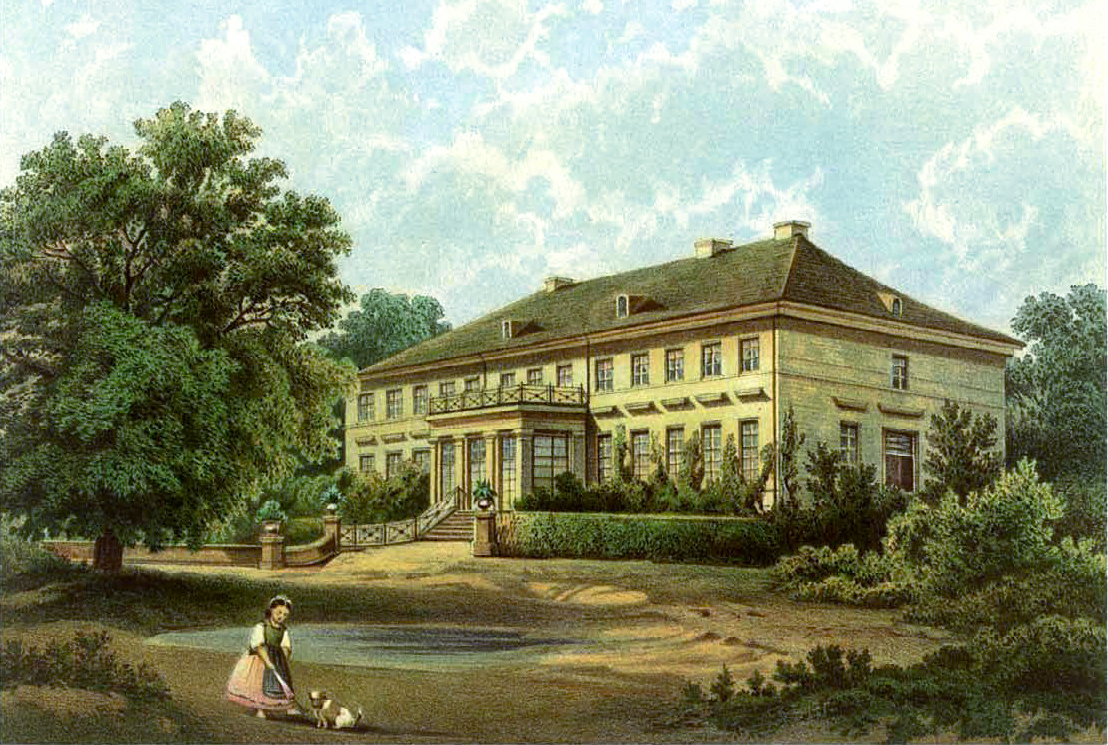
Rittergut Bornzin 1860, Sammlung Alexander Duncker

Für 1527 ist Lehensbesitz der von Puttkamer nachgewiesen, der zu Beginn des 18. Jahrhunderts allodifiziert wurde. Ab 1739 waren die von Baer Besitzer, ab 1834 die von Schramm. Zu dieser Zeit war Spekulation mit Gütern weit verbreitet, so dass auch Bornzins Besitzer schnell wechselten. Ab 1836 waren die von Lewinsky, ab 1841 Wilhelm von Zitzewitz Besitzer.
Dieser machte das Herrenhaus zu einem geistigen und gesellschaftlichen Mittelpunkt im Kreis Stolp. U.a. war Alfred Brehm hier häufig zu Besuch. Zum Besitz der Zitzewitz gehörten auch Groß- und Kleinkrin und Groß- und Kleindübsow. Die von Zitzewitz blieben bis zur Vertreibung der angestammten deutschen Bevölkerung Besitzer.
Heute wird das ehemalige Gutshaus als Wohnanlage mit mehreren Wohneinheiten weiter genutzt.

## Bauwerk
Der heutige Bau wurde auf Grundmauern eines vorherigen Gebäudes 1832 im Auftrag von Ursin von Baer in klarem klassizistischem Stil errichtet. Ende des 19. Jahrhunderts erhielt der Bau einen zeitüblich gestalteten Anbau an der Querfront. Heute ist das Herrenhaus mit originalem ockergelbem Anstrich erhalten.

## Nachweise
- Hubertus Neuschäffer: Schlösser und Herrensitze in Hinterpommern. Kommissionsverlag Gerhard Rautenberg, 1994, S. 61–63.